# Cyclaspis lucida
Cyclaspis lucida är en kräftdjursart som beskrevs av Hale 1944. Cyclaspis lucida ingår i släktet Cyclaspis och familjen Bodotriidae. Inga underarter finns listade i Catalogue of Life.